# II. Konstantin örmény király
II. Konstantin (Ciprus, 1297/1300 – Adana, Kis-Örményország (Kilikia) (most Törökország), 1344. november 17.) vagy más számozás szerint IV. Konstantin, eredeti néven: Guy (Guido, Vid), örményül: Կոստանդին Գ Լուսինյան, franciául: Guy de Lusignan, görögül: Κωνσταντίνος Β΄ (Γκυ) των Λουζινιάν. Ciprusi királyi herceg, Örményország királya. Lusignan Mária örmény királyné öccse és Lusignan János örményországi régens bátyja. V. Leó örmény király nagybátyja. Római katolikus vallású volt. A Lusignan(-Poitiers)-ház örmény ágának a tagja. Örményország első Lusignan-házi királya volt.

## Élete
A francia eredetű Lusignan(-Poitiers)-család Cipruson uralkodó dinasztiájának örmény ágából származott. Apja Türoszi Amalrik (1270/72–1310) ciprusi királyi herceg, Türosz ura, Ciprus kormányzója. Anyja Izabella (1276/77–1323) örmény királyi hercegnő, II. Leó (1236–1289) örmény királynak, aki I. Izabella örmény királynő és I. Hetum örmény király fia volt, és Küra Anna (–1285) lamproni úrnőnek a házasságából született.  Nővére, Mária, akit 12 évesen elsőfokú unokatestvérükhöz, III. Leó örmény királyhoz adtak feleségül 1306-ban, rövidesen megözvegyült, miután 1307-ben a férjét meggyilkolták, azonban még szülei életében, 1309-ben meghalt. Apja, Lusignan Amalrik meggyilkolása (1310) után anyja, Izabella örmény hercegnő a gyerekeivel örmény hazájába tért vissza 1311-ben. Guido herceg 1317-től Konstantinápolyban élt nagynénje, Szaven-Pahlavuni Mária (1278–1333) bizánci császárné környezetében. 1323-ban itt érte a hír, hogy meggyilkolták az édesanyját, Izabella örmény hercegnőt az örmény fővárosban, Sziszben. 1324. augusztus 31-én gyermektelenül meghalt az apai nagybátyja, II. Henrik ciprusi király, akit Giudo herceg apja, Türoszi Amalrik trónfosztott 1306-ban egy időre, és aki csak öccse meggyilkolása után, 1310-ben szerezte vissza trónját. A trónöröklés szerint Türoszi Amalrik még életben maradt fiainak kellett volna örökölnie a trónt az elsőszülöttség rendjében, így elsőként a legidősebb fiúnak, Guidónak, a későbbi örmény királynak, de Amalrik fiait száműzték Ciprusról, így nem foglalhatták el a ciprusi trónt, mely így Amalrik és II. Henrik elhunyt ifjabb öccsének, az idősebb Lusignan Guidónak a fiára, Lusignan Hugóra szállt, aki IV. Hugó néven lett Ciprus királya. Elsőfokú unokatestvére, IV. Leó (1308/09–1341) örmény király 1341. augusztus 28-án történt meggyilkolása után, akinek a második felesége, Aragóniai Konstancia Guido nagynénje volt II. Henrik ciprusi király feleségeként, Guido öccse, Lusignan János a régens tisztét töltötte be Örményországban, és mivel Aragóniai Konstancia örmény királyné másodszorra is meddőnek bizonyult, amivel az örmény királyi  dinasztia, a Szaven-Pahlavuni-ház Hetumida vonala férfi ágon kihalt, így a női ágat hívták meg az örmény trónra Lusignan Vidnek a személyében.

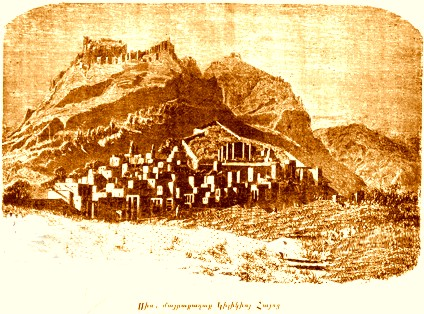
Szisz (Kozan) romjai

A választott örmény király ekkoriban Konstantinápolyban, a bizánci udvarban élt, hiszen kétszer is a bizánci császári ház egy-egy közeli rokonát vette feleségül, másodszor Szürgiannaina Teodórát, ezért János 1342-ig, a bátyja trónra léptéig bátyja nevében gyakorolta az örmény királyi jogokat. Lusignan Guido 1342-ben családja nélkül érkezett meg Örményországba, és II. Konstantin néven koronázták örmény királlyá 1342 októberében örmény rítus szerint Sziszben, az örmény fővárosban. II. Konstantin hiába kérte feleségét, hogy jöjjön utána Örményországba, Teodóra királyné visszautasította, hogy két kiskorú gyermekükkel, a lányukkal, Izabella hercegnővel, valamint egy a forrásokban konkrétan meg nem nevezett ismeretlen nemű gyermekükkel a férje után menjen. Az új király megerősítette öccsét, Jánost a hadsereg-főparancsnoki tisztségben, aki még bátyja uralkodása idején, 1343. augusztus 7-én halt meg az örmény fővárosban, Sziszben, feltételezhetően természetes halállal, amely az örmény királyi ház kevés számú tagjainak volt a kiváltsága. Sziszben is temették el. A római katolikus II. Konstantin 1344-ben fiatalabb öccsét, Bohemondot küldte Avignonba a pápához, VI.Kelemenhez az egyházi unió kérdésében, mely végül végzetesnek bizonyult az első Lusignan-házi örmény uralkodó számára. A nyugatellenes puccsisták II. Konstantint és öccsét, Bohemondot egyszerre gyilkolták meg testőreikkel együtt 1344. november 17-én Adanában. Öccsének, Lusignan Jánosnak a gyerekeit a puccsisták fogva tartották, de később sikerült Ciprusra menekülniük. II. Konstantint előbb helyben, Adanában temették el, majd földi maradványait később átszállították a Tarsusi Székesegyházba.

## Gyermekei
- 1. feleségétől, Kantakuzéna N. (–1330/32) bizánci úrnőtől, nem születtek gyermekei
- 2. feleségétől, Szürgiannaina Teodóra (1300 körül–1347/49) bizánci úrnőtől, 2 gyermek:
  - Izabella (1333/1335–1387 után) ciprusi és örmény királyi hercegnő, férje Kantakuzénosz Mánuel (1326 körül–1380), Morea despotája, VI. (Kantakuzénosz) János bizánci császár fia, ha születtek is gyermekei, korán meghalhattak
  - N. (gyermek) (–1347 előtt) ciprusi és örmény királyi herceg(nő), gyermekként, édesanyja életében hunyt el